# Polar Park – Eiskalte Morde
Polar Park – Eiskalte Morde ist eine französische Krimiserie, kreiert und geschrieben von Gérald Hustache-Mathieu. Die Serie ist ein Spin-off des Films Who Killed Marilyn? desselben Regisseurs aus dem Jahr 2011.

## Hintergrund
Die Geschichten des Films und der Serie spielen im selben „Universum“, sind aber nur lose miteinander verbunden.
Die Hauptrollen werden von Jean-Paul Rouve und Guillaume Gouix dargestellt, die ein Ermittlerduo bestehend aus dem Schriftsteller David Rousseau und dem Gendarmerie-Adjutanten Louvetot bilden. Sie wollen eine Mordserie in Mouthe, dem kältesten Dorf Frankreichs, aufklären.
In Deutschland und Frankreich startete die Serie am 2. November 2023 auf dem Fernsehsender Arte.

## Besetzung und Synchronisation
| Rolle                  | Schauspieler           | Hauptrolle (Episoden) | Nebenrolle (Episoden) | Synchronsprecher  |
| ---------------------- | ---------------------- | --------------------- | --------------------- | ----------------- |
| David Rousseau         | Jean-Paul Rouve        | 1.01–1.06             |                       | Florian Halm      |
| Adjutant Louvetot      | Guillaume Gouix        | 1.01–1.06             |                       | Julius Jellinek   |
| Kommandantin Bellerose | Firmine Richard        |                       | 1.01–1.06             | Peggy Sander      |
| Aurélie Poulidor       | India Hair             | 1.01–1.06             |                       | Sarah Alles       |
| Bruder Auguste         | Olivier Rabourdin      | 1.01–1.06             |                       | Thomas Schmuckert |
| Bruder Joseph          | Jean-Claude Drouot     |                       | 1.01–1.06             |                   |
| Niki                   | Soliane Moisset        |                       | 1.01–1.06             | Lea Kalbhenn      |
| Hugo                   | Gaspard Meier-Chaurand |                       |                       |                   |

## Dreharbeiten
Die Dreharbeiten der ersten Staffel fanden zwischen Januar und März 2022 statt.
Die Serie wurde überwiegend im Département Doubs sowie in Studios in Paris gedreht. Als Kulisse für die wenigen Aufnahmen innerhalb der Höhle und einige Außenaufnahmen im Wald wurde die Südharzer Einhornhöhle bei Scharzfeld ausgewählt. Als Kulisse für die wenigen Aufnahmen im Polar Park wurde der Parc Polaire, ein zoologischer Garten in Chaux-Neuve, ausgewählt. Dieser Naturpark war Namensgeber für den Titel der Serie. Die Klosterszenen wurden im Kloster von Consolation-Maisonnettes gedreht. Die Dörfer Mouthe (Krankenhaus), Les Fourgs (Gendarmerie, Außenansicht des Hotels), Morteau (Bar des Flocons), Jougne, Les Gras, Les Hôpitaux-Vieux und Longevilles-Mont-d’Or wurden für die Dreharbeiten zu den meisten Szenen der Serie genutzt.

Drehorte für Polar Park – Eiskalte Morde
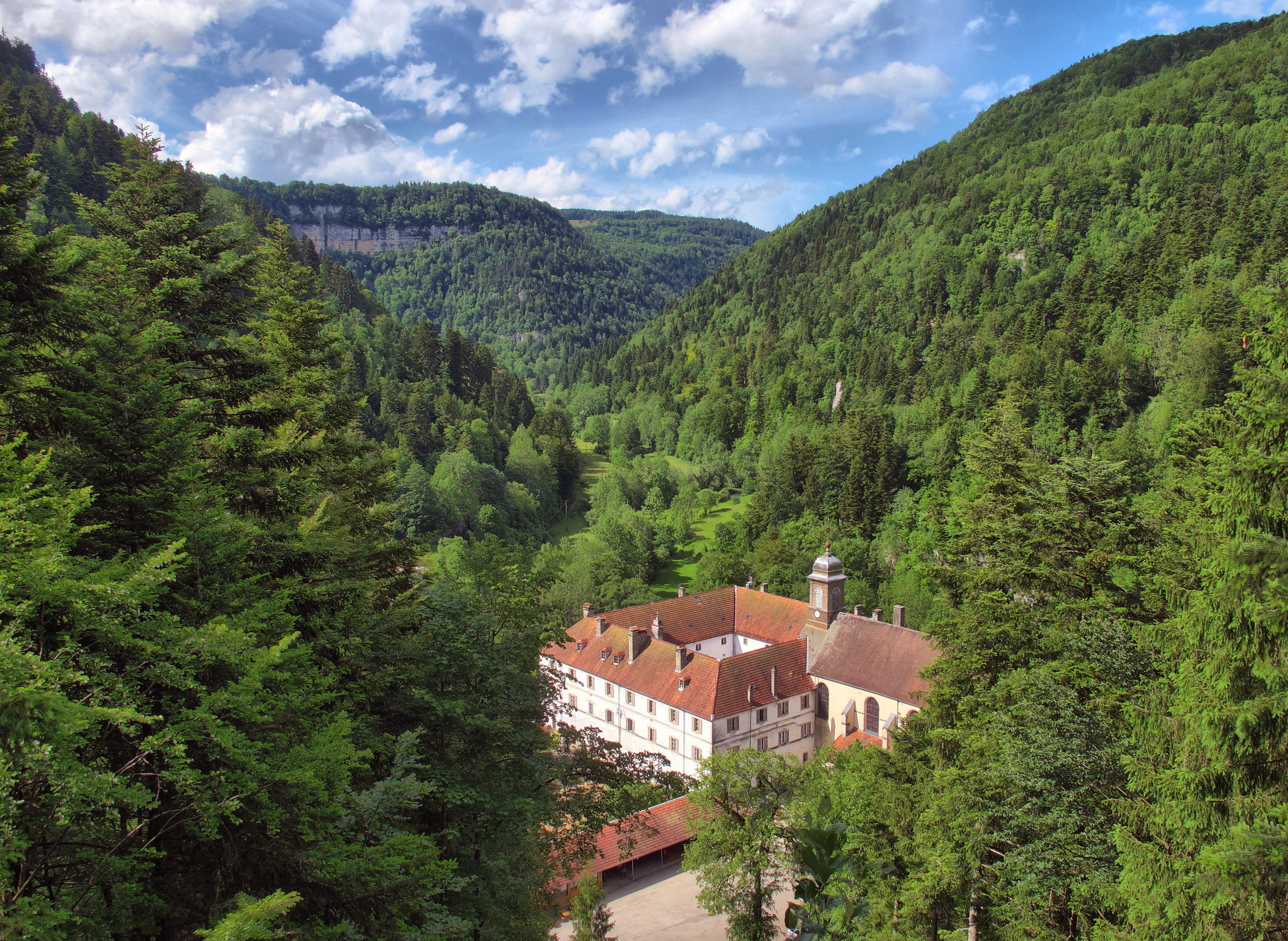
Kloster von Consolation-Maisonnettes
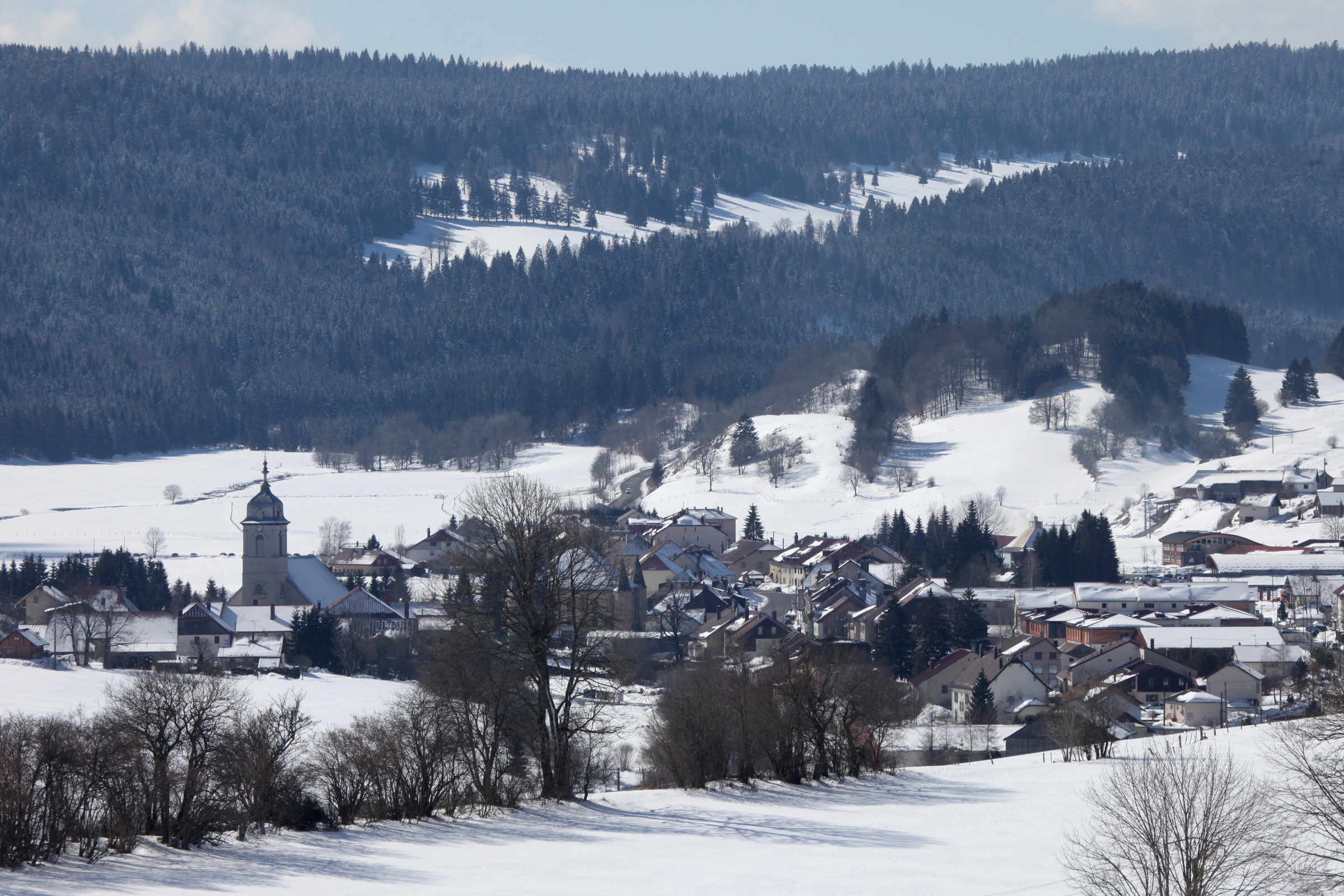
Mouthe
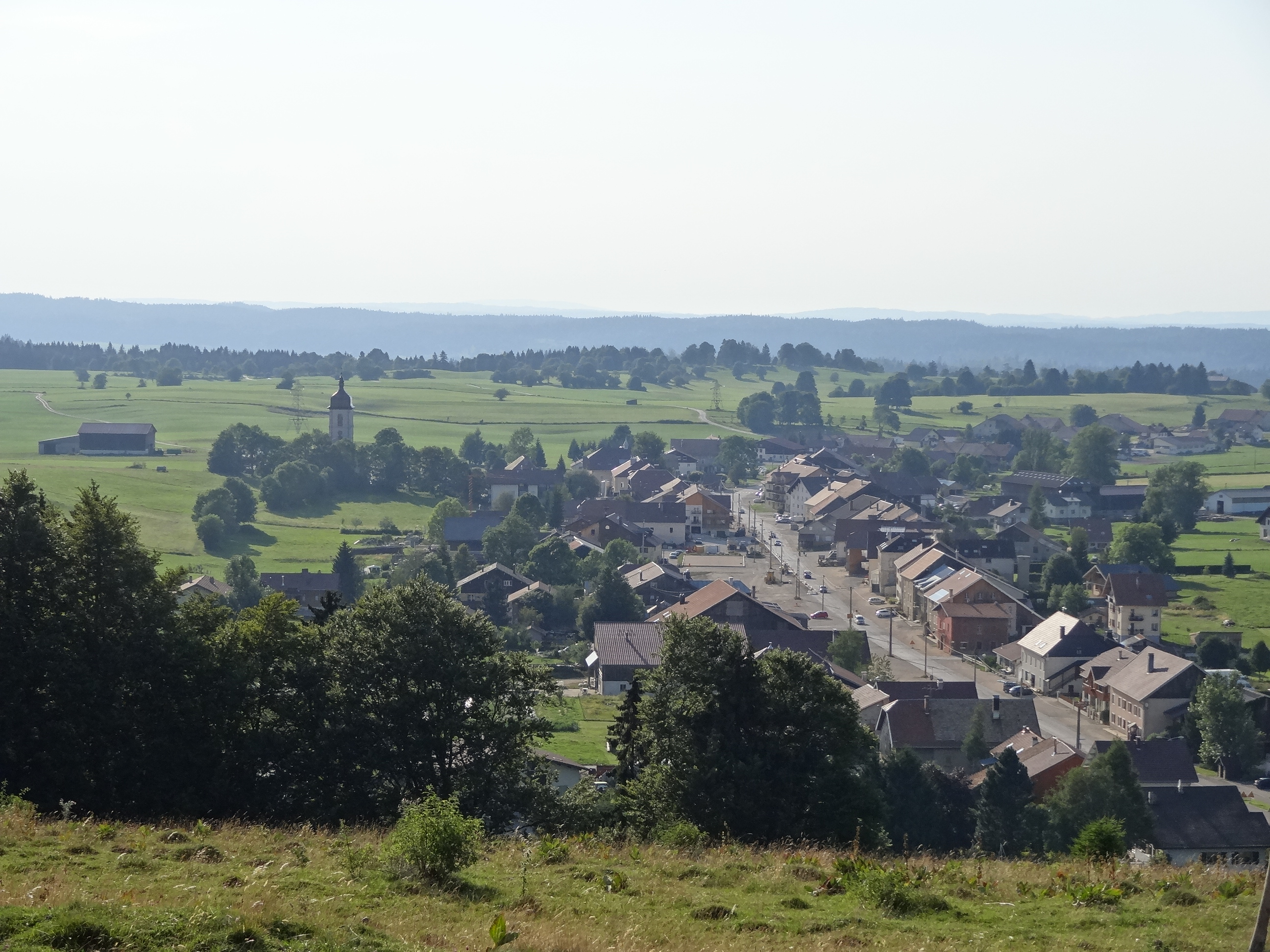
Les Fourgs